# Sweet Smoke
Sweet Smoke ist eine Musikgruppe, die 1967 in Brooklyn gegründet wurde, deren Mitglieder aber von 1969 bis 1974 in Deutschland lebten, wo sie ihre drei Alben einspielten und vom Bildhauer Waldemar Kuhn gefördert wurden. Die ausgesprochene Session- und Live-Band war zur Zeit ihres Bestehens vor allem in Deutschland, Frankreich und Holland populär und spielte eine Mischung aus Psychedelic Rock und Jazzrock.

## Geschichte
Die Gründungsmitglieder der Band waren der Bassist Andrew Dershin, der Saxofonist Michael Paris, der Schlagzeuger Jay Dorfman und der Gitarrist Marvin Kaminovitz (* 18. Oktober 1949), die alle Mitte der 1960er Jahre als Jugendliche bei populären lokalen Bands aus Brooklyn gespielt hatten und zu denen bald noch der Gitarrist Steve Rosenstein stieß. Die Band nannte sich anfangs Sweet Smoke of the Happy Plant Pipeful und verkürzte ihren Namen dann später zu Sweet Smoke.
Nach einem Auftritt im Cafe Wha? in Greenwich Village im März 1968 bot ihnen der Betreiber des Cafés ein längeres Engagement in Puerto Rico und auf Saint Thomas an. Obwohl Dorfman, Paris und Kaminowitz noch im College eingeschrieben waren, sagten sie zu und verzichteten auf ihre Schulabschlüsse. Die Band gab in der Karibik drei Monate lang an sechs Tagen der Woche jeweils sechsstündige Konzerte und erhielt dadurch eine Prägung als ausgesprochene Session- und Improvisationsband.
Nach dem Ende ihres Engagements auf St. Thomas wollten die Bandmitglieder nicht in ihre Elternhäuser zurückkehren. Viel reizvoller erschien stattdessen, sich in Europa weiter als Musiker zu verdingen, wo gerade Amsterdam eine große Faszination auf Hippies ausübte. Andy Dershin und Mike Paris reisten Ende 1968 nach Southampton, der Rest der Band folgte wenig später. Der Traum, sich in Amsterdam niederzulassen, platzte jedoch im Spätjahr 1969, als die Gruppe von Deutschland aus nach Holland einreisen wollte und von der holländischen Grenzpolizei abgewiesen wurde. So landete die Gruppe im Postamt von Emmerich am Rhein, um dort zu telefonieren und das weitere Vorgehen zu beschließen. In diesem Postamt lernten die Bandmitglieder den Bildhauer Waldemar Kuhn kennen, der spontan seine Hilfe anbot. Kuhn besorgte der Band eine Unterkunft und wurde erster Manager der Band. Später übernahm der Saxofonist Nico Scholtens (* 1947) das Management, der als Mitglied der Formation Musica Negativa in das kulturfreundliche Haus Kuhn gekommen war. Der gebürtige Holländer Scholtens öffnete für die Gruppe auch wieder den Weg nach Holland.
Sweet Smoke spielten in der nachfolgenden Zeit auf vielen Festivals in Deutschland, Frankreich und Holland und waren u. a. im Vorprogramm von Golden Earring und Focus zu hören. Bald erhielt die Band einen Plattenvertrag von Electrola zur Produktion von drei Alben. Als erstes Album erschien 1970 Just a Poke, das mit seinen beiden langen Stücken die Herkunft der Band als psychedelische Improvisationsband dokumentiert: Baby Night und Silly Sally. Ersteres ist wohl das bekannteste Stück der Band, vor allem wegen der markanten Flötenmelodie von Michael Paris. Das Zweite ist bekannt für ein minutenlanges Schlagzeugsolo von Dorfman, bei dem mit Stereoeffekten (Pingpong-Effekt) gespielt wurde. Die Tontechnik des Albums besorgte Conny Plank.
1972 folgte die Band einem Zeittrend und ein Großteil der Bandmitglieder machte sich auf den Hippie trail nach Indien, wo sie vom Chanting, indischen Instrumenten und der Hare-Krishna-Bewegung beeinflusst wurden. 1973 kehrte die Band nach Deutschland zurück und ließ sich im unterfränkischen Sulzheim nieder, nur wenige Kilometer von Knetzgau-Neuhaus entfernt, wohin Waldemar Kuhn mit seiner Familie inzwischen gezogen war. Kuhn war weiterhin maßgeblicher Förderer der Gruppe. Seine Kinder Rochus und Barberina („Puppa“) sind auf dem von der Indienreise inspirierten zweiten Album der Band Darkness to Light von 1973 zu hören. Puppa Kuhn heiratete Schlagzeuger Jay Dorfman in einer Hindu-Zeremonie, ihre Schwester Salome heiratete später Nico Scholtens, der im Gefolge der Kuhns ebenfalls nach Unterfranken gezogen war und dort nach der Zeit mit Sweet Smoke eine Winzerkarriere einschlug.
Bald nach der Veröffentlichung des zweiten Albums begannen sich die Musiker Gedanken über ihr weiteres Leben zu machen. Michael Paris und Steve Rosenstein verließen die Band, für sie kam der ebenfalls indisch inspirierte Gitarrist Rick Greenberg. Mit ihm nahm die Gruppe 1974 anlässlich einer Benefiz-Veranstaltung für ein Projekt in Indien in der Musikhochschule in Berlin noch das Live-Album Sweet Smoke Live auf, das wiederum nur zwei lange Tracks beinhaltet. Anschließend trennte sich die Gruppe im Guten, da die meisten Bandmitglieder berufliche oder private Veränderungen planten. Die Mitglieder blieben freundschaftlich verbunden und musizieren gelegentlich noch miteinander.
Schlagzeuger Jay Dorfman kehrte in die USA zurück und studierte Kunst. Anschließend gehörte er um 1980 zu den ersten Mitarbeitern von MTV und gründete später eine eigene Fernsehproduktionsfirma. Gitarrist Marvin Kaminovitz nennt sich heute Marvin Kane, hat von 1974 bis 1978 in Boston Musik studiert und danach bei verschiedenen Cover- und Jazzbands gespielt, war in den späten 1980er Jahren auch als Stand-up-Comedian aktiv und betreibt seit 2005 eine Webdesign-Firma. Mike Paris heiratete eine Inderin und zog nach Indien. Andy Dershin hat sich ins Privatleben zurückgezogen.

## Diskographie
- Just a Poke (1970)
- Darkness to Light (1973)
- Sweet Smoke Live (1974)

## Musiker
Die Stammbesetzung von Sweet Smoke bestand aus:
- Michael Paris: Saxophon, Blockflöte, Gesang
- Marvin Kaminowitz: Gitarre, Gesang
- Andrew Dershin: Bass
- Jay Dorfman: Schlagzeug
- Steve Rosenstein: Rhythmusgitarre, Gesang

Die Musiker zählen noch folgende Personen zu ihrer „Family“:
- Marty Rosenberg: Percussion
- John Classi: Percussion
- Howie Rubin: Tontechniker
- Rochus Kuhn (Sohn von Waldemar Kuhn): Cello auf Darkness to Light
- Puppa Kuhn (Tochter von Waldemar Kuhn): Querflöte bei Darkness to Light
- Jeffrey Dershin (Bruder von Andrew Dershin): Piano, Schlaginstrumente, Gesang auf Darkness to Light
- Rick Greenberg: Gitarre und Sitar auf Sweet Smoke Live

Da die Band über weite Strecken ihres Bestehens als Hippie-Kollektiv gelebt hat, geht die Mitwirkung der „Family“ weit über deren tatsächliches Erscheinen auf der Bühne oder auf Schallplatten hinaus. Marty Rosenberg, der als Percussionist auf dem Live-Album gelistet wird, gehörte zu den langjährigen Begleitern der Band und fungierte oft als Roadie. Auch Percussionist John Classi, der ebenfalls auf der Live-LP zu hören ist, war ein langjähriger Vertrauter der Band. Tontechniker Howie Rubin hat sich nicht nur um das Mischpult, sondern auch um die Finanzen der Band gekümmert.